# Cloxotestosterone acetate
Cloxotestosterone acetate (INN; tên thương hiệu Caprosem), còn được gọi là testosterone 17β-chloral hemiacetal O -acetate, là một tổng hợp, tiêm steroid anabolic androgenic- (AAS) và ether androgen và este - đặc biệt, O-axetat ester của cloxotestosterone, các 17β- trichloro hemiacetal ether của testosterone. Nó được quản lý thông qua tiêm bắp là 100 mg, 2 mL huyền phù nước và kéo dài 4 đến 6 tuần với một lần duy nhất. Thuốc được đưa ra thị trường lần đầu tiên vào đầu những năm 1960.